# یک تپانچه در هر دست
یک تپانچه در هر دست (اسپانیایی: Una pistola en cada mano‎) فیلمی کمدی به کارگردانی سسک گای است که در سال ۲۰۱۳ منتشر شد.

## بازیگران
- خاویر کامارا
- ریکاردو دارین
- ادوآرد فرناندس
- جوردی مویا
- ادواردو نوریگا
- لئونور واتلینگ
- آلبرتو سان خوان
- لئوناردو اسباراگلیا
- لوئیس تسار
- کایتانا گی‌ین کوئربو
- کاندلا پنیا
- کلارا سگورا